# Сімпсони (сезон 25)
Двадцять п'ятий сезон мультсеріалу «Сімпсони» транслювався у США на телеканалі «Fox» з 29 вересня 2013 до 18 травня 2014 року. Серіал продовжено на 25 сезон 7 жовтня 2011 року.
Запрошеними зірками сезону були: Рейчел Меддоу («Four Regrettings and a Funeral»), Єва Лонгорія («The Kid Is All Right»), Гарлан Еллісон («Married to the Blob»), Зак Галіфіанакіс («Luca$») тощо.
Цього сезону:
- у прем'єрній серії «Homerland» Крістен Віг озвучила агентку ФБР, яка допомагала Лісі з'ясувати, чому Гомер раптово став ввічливим після відвідування конференції ядерної енергетики[6];
- Гомер продав свої акції «Mapple», щоб купити боулінг-кулю, а Мардж звинувачувала себе і гурт «Kiss» у бунтівній поведінці Барта («Four Regrettings and a Funeral»)[7];
- Ліса допомагала чирлідеркам футбольної команди Спрінґфілда, а Гомер приймав дитину («Labor Pains»)[8];
- нова учениця Спрінґфілдської початкової школи стала найкращою подругою Ліси, але це змінилося, коли вони усвідомили, що їхні політичні погляди дуже відрізняються («The Kid Is All Right»)[3];
- а Гомера арештувало ФБР за нелегальне завантажування фільмів («Steal This Episode»)[9].

## Виробництво
Виконавчий продюсер Ел Джін заявив, що персонаж Едни Крабапель прибрали з мультсеріалу після смерті акторки Марсії Воллес 25 жовтня 2013 року. Останньою серією, в якій «живою» з'являлась Една Крабапель, озвучена Воллес, була «The Man Who Grew Too Much».
У лютому 2014 року шоу взяло перерву і утрималося від виходу нових епізодів в цьому місяці. Це сталося через трансляцію Супербоула XLVIII в Іст-Ратерфорді (штат Нью-Джерсі); Зимових Олімпійських ігор 2014 у Сочі (Росія); автоперегонів 2014 Daytona 500 у Дейтона-Біч (штат Флорида) і 86-ї церемонії вручення премії «Оскар» у Голлівуді.

## Нагороди та номінації
У лютому 2015 року сценарист Браян Келлі здобув премію Гільдії сценаристів Америки в області анімації 2014 року за серію «Brick Like Me». На цю ж премію було номіновано Дж. Стюарта Бернса (за серію «Steal This Episode») і Девіда Стейнберга (за серію «Pay Pal»). На цю ж премію в області анімації 2013 року у лютому 2014 року було номіновано Майкла Наборі за епізод «YOLO».
Сезон здобув премію «Еммі». Гаррі Шірер вперше отримав нагороду за «Найкраще озвучування» в серії «Four Regrettings and a Funeral».
Також сезон було номіновано на 3 премії «Енні»:
- епізод «Married to the Blob» було номіновано в категоріях «Найкраще розкадрування анімаційної програми» та «Найкращий сценарій анімаційної програми»;
- серію «Brick Like Me» було номіновано в категорії «Найкраще режисерування анімаційної програми»[17].

## Список серій
| № серії (загалом) | № серії (в сезоні) | Назва серії                                                                        | Режисер(и)     | Сценарист(и)                     | Оригінальна дата показу | Код серії | Глядачів в США (млн) |
| --- | ------------------ | ---------------------------------------------------------------------------------- | -------------- | -------------------------------- | ----------------------- | --------- | -------------------- |
| 531 | 1                  | «Homerland» «Країна Гомера»                                                        | Боб Андерсон   | Стефані Гілліс                   | 29 вересня 2013         | RABF20    | 6,37                 |
| Після конференції працівників атомних електростанцій Гомер став вести себе дивним чином. Агент ФБР і Ліса вирішують дізнатися всю правду. Запрошені зірки: Крістен Віг в ролі Енні Кроуфорд, Кевін Майкл Річардсон в ролі агента ФБР |                    |                                                                                    |                |                                  |                         |           |                      |
| 532 | 2                  | «Treehouse of Horror XXIV» «Хатка жахів. Геллоуїн із Сімпсонами XXIV»              | Роб Олівер     | Джефф Вестбрук                   | 6 жовтня 2013           | RABF16    | 6,42                 |
| «Oh, the Places You'll D'oh!» (укр. «Місця, куди ти Д’оу») — пародія на книги Доктора Сьюза «Кіт у капелюсі» і «Лоракс». Гомер викрав Барта, Лісу і Меґґі і їде навколо Спрінґфілда, сіячи хаос, як «товстун в капелюсі». «Dead and Shoulders» (укр. «Дві голови краще») — Барт запускає повітряного змія, який випадково позбавляє хлопця голови. На жаль для Барта, його голова після операції перебуває на тілі Ліси. Однак, Барт дізнається, що він може повноцінно функціонувати, коли Ліса спить, і намагається знешкодити її, щоб він міг мати власне тіло. «Freaks, No Geeks» (укр. «Виродки без дурнів») — пародія на фільм «Потвори». Гомер і Мардж — циркачі. Гомер вирішує одружити циркача Мо на Мардж, щоб отримати у нього смарагд. Запрошені зірки: Ґільєрмо дель Торо (режисер заставки) |                    |                                                                                    |                |                                  |                         |           |                      |
| 533 | 3                  | «Four Regrettings and a Funeral» «Чотири співчуття та похорони»                    | Марк Кіркланд  | Марк Уілмор                      | 3 листопада 2013        | RABF18    | 5,43                 |
| У церкві проходять похорони всіма улюбленого жителя Спрінґфілда. Гомер, Мардж, містер Бернс і Кент Брокман починають згадувати про речі, про які вони жалкують. Запрошені зірки: Рейчел Меддоу і Джо Неймат в ролі самих себе |                    |                                                                                    |                |                                  |                         |           |                      |
| 534 | 4                  | «YOLO» «Живеш лише раз»                                                            | Майкл Полчіно  | Майкл Наборі                     | 10 листопада 2013       | RABF22    | 4,2                  |
| У Гомера криза середнього віку і Мардж вирішує знайти його друга по листуванню. Друг дитинства допомагає Гомеру здійснювати його дитячі мрії. Тим часом Ліса придумує «Кодекс честі» для учнів, щоб вони не списували. Запрошені зірки: Джон Ловітц в ролі Ллевелліна Сінклера |                    |                                                                                    |                |                                  |                         |           |                      |
| 535 | 5                  | «Labor Pains» «Перейми»                                                            | Метью Фонан    | Дон Пейн і Мітчелл Глейзер       | 17 листопада 2013       | RABF19    | 4,08                 |
| Після ночі гри в покер з Мо, Ленні і Карлом Гомер приймає пологи в ліфті у незнайомої жінки. Коли Гретхен, мати дитини, називає малюка Гомером-молодшим, Гомер-старший швидко розвиває глибокий емоційний зв'язок з дитиною. Тим часом Ліса допомагає чирлідеркам об'єднатися у профспілку. Запрошені зірки: Елізабет Мосс в ролі Гретхен |                    |                                                                                    |                |                                  |                         |           |                      |
| 536 | 6                  | «The Kid Is All Right» «Дитина повністю права»                                     | Марк Кіркланд  | Тім Лонг                         | 24 листопада 2013       | SABF02    | 6,78                 |
| Ліса подружилася з новою дівчинкою у школі, Ізабель Гутьерес, але виявилося, що та — республіканка, тоді як Ліса дотримується — демократ. На шкільних виборах представників класу подругам доведеться протистояти один одному. Запрошені зірки: Єва Лонгорія в ролі Ізабель, Андерсон Купер в ролі самого себе |                    |                                                                                    |                |                                  |                         |           |                      |
| 537 | 7                  | «Yellow Subterfuge» «Жовта відмовка»                                               | Боб Андерсон   | Джоел Коен                       | 8 грудня 2013           | SABF04    | 6,85                 |
| Коли директор Скіннер анонсує шкільну екскурсію на підводний човен, куди поїдуть тільки ті учні, які будуть добре поводитися, Барт усіма силами намагається стати зразковим учнем. Тим часом Ліса допомагає збанкрутілому Красті, а саме пропонує йому продавати ліцензію на своє шоу іншим країнам. Запрошені зірки: Кевін Майкл Річардсон в ролі Ямайського Красті |                    |                                                                                    |                |                                  |                         |           |                      |
| 538 | 8                  | «White Christmas Blues» «Білий різдвяний блюз»                                     | Стівен Дін Мур | Дон Пейн                         | 15 грудня 2013          | SABF01    | 8,48                 |
| Через витік радіації на АЕС, Спрінґфілд став єдиним місто у США, в якому на це Різдво випав сніг. Сюди з'їжджається безліч туристів і тому Мардж перетворює свій будинок на хостел. |                    |                                                                                    |                |                                  |                         |           |                      |
| 539 | 9                  | «Steal This Episode» «Вкради цей епізод»                                           | Метью Настюк   | Дж. Стюарт Бернс                 | 5 січня 2014            | SABF05    | 12,04                |
| Гомер не задоволений атмосферою в кінотеатрах, тому Барт вчить його, як завантажувати фільми незаконно. Гомер захоплюється його відкриттям безкоштовних фільмів і влаштовує на задньому дворі «домашній кінотеатр» для всіх бажаючих. Однак, згодом ФБР арештовує його за піратство. Запрошені зірки: Вілл Арнетт в ролі заступника директора Гретмана; Джадд Апатоу, Леслі Манн, Пол Радд, Сет Роґен, Роб Гелфорд в ролі самих себе; Ченнінг Тейтум у ролі самого себе (виконавець ролі Гомера Сімпсона у біографічному фільмі Гомера) |                    |                                                                                    |                |                                  |                         |           |                      |
| 540 | 10                 | «Married to the Blob» «Одружена з краплиною»                                       | Кріс Клементс  | Тім Лонг                         | 12 січня 2014           | SABF03    | 4,83                 |
| Продавець коміксів закохується в японку Куміко, яка пише автобіографічну манґу, однак поради Гомера і батько дівчини можуть зруйнувати його шанси на справжню любов. Запрошені зірки: Гарлан Еллісон і Стен Лі в ролі самих себе |                    |                                                                                    |                |                                  |                         |           |                      |
| 541 | 11                 | «Specs and the City» «Окуляри і місто»                                             | Ленс Крамер    | Браян Келлі                      | 26 січня 2014           | SABF06    | 3,87                 |
| Містер Бернс дарує всім працівникам електростанції сучасні високотехнологічні окуляри «Oogle Goggles» з метою стеження за підлеглими. Гомер шпигує за Мардж, яка одягнула його окуляри, і дізнається, що та відвідує психотерапевта. Тим часом Барт виступає проти примусового дарування валентинок Нельсону на День Святого Валентина, а останній висуває ультиматум: подарувати йому найкращу валентинку. Запрошені зірки: Моріс ЛаМарш в ролі коментатора Супербоула, Вілл Лайман в ролі самого себе |                    |                                                                                    |                |                                  |                         |           |                      |
| 542 | 12                 | «Diggs» «Діґс»                                                                     | Майкл Полчіно  | Ден Гріні й Аллен Глайзер        | 9 березня 2014          | SABF08    | 2,69                 |
| Барт рятується від шкільних хуліганів за допомогою Діґса — нового учня за обміном та чемпіона у спортивному соколярстві. Однак, Барт скоро виявляє, що у Діґса є проблема: він сам хоче літати як птах… Запрошені зірки: Денієл Редкліфф в ролі Діґса |                    |                                                                                    |                |                                  |                         |           |                      |
| 543 | 13                 | «The Man Who Grew Too Much» «Людина, що стала занадто крутою»                      | Метью Шофілд   | Джефф Вестбрук                   | 9 березня 2014          | SABF07    | 3,75                 |
| У дослідницькій поїздці Ліса вражена, дізнавшись, що Другий Номер Боб зараз є головним вченим у великій хімічній інженерній компанії, але її страхи зникають, коли вона стає захоплена його подібною оцінкою високої культури. Тим часом спроба Мардж пропагувати здорову сексуальну практику для підліткової групи у церкві йде шкереберть. Запрошені зірки: Келсі Греммер в ролі Другого Номера Боба |                    |                                                                                    |                |                                  |                         |           |                      |
| 544 | 14                 | «The Winter of His Content» «Зима його згоди»                                      | Чак Шітс       | Кевін Карен                      | 16 березня 2014         | SABF09    | 3,75                 |
| Мардж запрошує Ейба та двох інших восьмидесятирічних жити в домі Сімпсонів після того, як через численні порушення закривається Спрінґфілдський будинок пристарілих але вона швидко розчаровується у цьому, коли Гомер починає охоплювати «спосіб життя старого». Тим часом у Спрінґфілдській початковій школі, Барт заступається за Нельсона, за що той посвячує його в хулігани. Запрошені зірки: Кевін Майкл Річардсон в ролі Честера, батька доктора Гібберта і випускника |                    |                                                                                    |                |                                  |                         |           |                      |
| 545 | 15                 | «The War of Art» «Війна через мистецтво»                                           | Стівен Дін Мур | Роб Лазебник                     | 23 березня 2014         | SABF10    | 3,98                 |
| Після того, як нова морська свинка Ліси нищить картину з кораблем у вітальні Сімпсонів, Мардж закохується у красиву картину на гаражному розпродажі ван Гутенів, яку Гомер купує за 20 баксів. Але коли Ліса дізнається, що це знаменитий художник початку 20 століття і картина може коштувати 100 тисяч доларів, Мардж і Гомер стикаються з дилемою: розділити ці гроші з ван Гутенами, чи залишити все собі на майбутнє для дітей. Запрошені зірки: Макс фон Сюдов в ролі Клауса Циґлера |                    |                                                                                    |                |                                  |                         |           |                      |
| 546 | 16                 | «You Don't Have to Live Like a Referee» «Ви не повинні жити, як рефері»            | Марк Кіркланд  | Майкл Прайс                      | 30 березня 2014         | SABF11    | 3,91                 |
| Гомера призначено на посаду судді Чемпіонату світу з футболу після того, як Ліса вихваляє його чесність у футболі (серія «Marge Gamer») на шкільному конкурсі. Але коли Сімпсони їздять до Бразилії, чесність Гомера перевіряється одним із найжорстокіших гангстерів Південної Америки у сфері замовлених футбольних матчів. Запрошені зірки: Андрес Кантор в ролі самого себе |                    |                                                                                    |                |                                  |                         |           |                      |
| 547 | 17                 | «Luca$» «Лука$»                                                                    | Кріс Клементс  | Керолін Омайн                    | 6 квітня 2014           | SABF12    | 4,3                  |
| Мардж стурбована дуже дивним хлопчиком-ненажерою, з яким зустрічається Ліса і якого дівчинка приводить додому. Жінка хоче заручитися підтримкою Гомера і вмовити Лісу придивитися краще до нового хлопця, щоб та не наробила її помилок. Тим часом Барт отримує подарунки від злочинця Гадюки за те, що допоміг рецидивісту втекти з в'язниці. Запрошені зірки: Зак Галіфіанакіс у ролі Лукаса |                    |                                                                                    |                |                                  |                         |           |                      |
| 548 | 18                 | «Days of Future Future» «Дні майбутнього майбутнього»                              | Боб Андерсон   | Дж. Стюарт Бернс                 | 13 квітня 2014          | SABF13    | 3,64                 |
| У майбутньому, у Гомера є новий клон для кожного разу, коли він вмирає. Ліса одружена з Мілгаусом, а Барт опікується колишньою дружиною Джендою. Кожен визначає, що для нього означає любов. Запрошені зірки: Емі Полер у ролі Дженди |                    |                                                                                    |                |                                  |                         |           |                      |
| 549 | 19                 | «What to Expect When Bart's Expecting» «На що сподіватися, коли Барт чекає дитину» | Метью Настюк   | Джон Фрінк                       | 27 квітня 2014          | SABF14    | 3,45                 |
| Барт не може витримати художній клас. Він робить ляльку вуду його вчительки з мистецтва. Несподівано вона вагітніє і деякі жителі Спрінґфілда бачать у цьому зв'язок — вони звертаються до Барта, щоб завести дитину. Малого Сімпсона і його батька викрадає Жирний Тоні, якому потрібне породисте лоша. Запрошені зірки: Таві Гевінсон у ролі Дженні, Джо Мантенья у ролі Жирного Тоні |                    |                                                                                    |                |                                  |                         |           |                      |
| 550 | 20                 | «Brick Like Me» «Схожий на цеглину, як я»                                          | Метью Настюк   | Браян Келлі                      | 4 травня 2014           | RABF21    | 4,39                 |
| Гомер раптово усвідомлює, що вся його сім'я і все в Спрінґфілді зроблено із цеглинок Lego. З допомогою продавця коміксів він повинен зрозуміти, як він опинився в цьому світі і як зможе повернутися додому, аби не залишитися в світі конструктора назавжди. |                    |                                                                                    |                |                                  |                         |           |                      |
| 551 | 21                 | «Pay Pal» «Платний приятель»                                                       | Майкл Полчіно  | Девід Стейнберг                  | 11 травня 2014          | SABF15    | 3,66                 |
| Мардж дає обітницю більше ніколи не здружуватися з будь-якими сімейними парами після того, як Гомер ображає їх нових милих сусідів із Великої Британії. Однак коли і Ліса заявляє, що їй теж не потрібні друзі, Мардж вирішує їй допомогти. Запрошені зірки: Джон Олівер у ролі Бут-Вілкс Джона, Карл Касел і Пітер Сагал в ролі самих себе |                    |                                                                                    |                |                                  |                         |           |                      |
| 552 | 22                 | «The Yellow Badge of Cowardge» «Жовтий значок для боягуза»                         | Тімоті Бейлі   | Біллі Кімбол та Ієн Макстон-Ґрем | 18 травня 2014          | SABF18    | 3,28                 |
| Барт виграє гонку в Спрінґфілді приурочену до останнього шкільного дня. Перше місце Сімпсон отримує лише через те, що Нельсон набив головного претендента на перемогу Мілгауса. Тепер Барту не дають спокою докори сумління. Тим часом Гомер намагається повернути щорічний феєрверк знагоди 4 липня після його скасування з міркувань бюджету. Запрошені зірки: Гленн Клоуз у ролі Мони Сімпсон, Едвін Мозес в ролі самого себе |                    |                                                                                    |                |                                  |                         |           |                      |

## Показ в Україні
В Україні прем'єрний показ сезону здійснював телеканал «QTV» з 13 вересня до 18 жовтня 2014 року.
| №   | Назва серії                           | Показ в Україні |
| --- | ------------------------------------- | --------------- |
| 531 | Homerland                             | 13 вересня 2014 |
| 532 | Treehouse of Horror XXIV              | 13 вересня 2014 |
| 533 | Four Regrettings and a Funeral        | 14 вересня 2014 |
| 534 | YOLO                                  | 14 вересня 2014 |
| 535 | Labor Pains                           | 20 вересня 2014 |
| 536 | The Kid Is All Right                  | 20 вересня 2014 |
| 537 | Yellow Subterfuge                     | 21 вересня 2014 |
| 538 | White Christmas Blues                 | 21 вересня 2014 |
| 539 | Steal This Episode                    | 27 вересня 2014 |
| 540 | Married to the Blob                   | 27 вересня 2014 |
| 541 | Specs and the City                    | 28 вересня 2014 |
| 542 | Diggs                                 | 28 вересня 2014 |
| 543 | The Man Who Grew Too Much             | 4 жовтня 2014   |
| 544 | The Winter of His Content             | 4 жовтня 2014   |
| 545 | The War of Art                        | 5 жовтня 2014   |
| 546 | You Don't Have to Live Like a Referee | 5 жовтня 2014   |
| 547 | Luca$                                 | 11 жовтня 2014  |
| 548 | Days of Future Future                 | 11 жовтня 2014  |
| 549 | What to Expect When Bart's Expecting  | 12 жовтня 2014  |
| 550 | Brick Like Me                         | 12 жовтня 2014  |
| 551 | Pay Pal                               | 18 жовтня 2014  |
| 552 | The Yellow Badge of Cowardge          | 18 жовтня 2014  |